# Mandingo (groupe)
Pour les articles homonymes, voir Mandingo.
Mandingo était un groupe de Jazz-funk anglais des années 1970.

## Discographie
Albums studio
- 1973 : Sacrifice
- 1973 : The Primeval Rhythm of Life
- 1974 : III
- 1977 : Savage Rite